# Broadcasting House
Broadcasting House je sídlo britské veřejnoprávní televize a rozhlasu BBC. Stojí v Londýnském obvodu Westminster. Historickou budovu ve stylu art deco navrhli architekti George Val Myer a Raymond McGrath. Od počátku měla sloužit jako vysílací pracoviště rozhlasu, jeho pracovníkům nabídla 22 studií. První pořad z nové budovy odvysílal 15. března 1932 taneční orchestr BBC, o tři dny později hostila budova první zpravodajskou relaci. Broadcasting House má celkem 12 podlaží, tři z nich jsou podzemní.
Část budovy měla být podle původního plánu pronajata ke komerčnímu využití, záhy ji však BBC kvůli nedostatku prostoru obsadila celou. Protože byl Broadcasting House stále příliš těsný, naplánovala těsně před druhou světovou válkou rozsáhlou přístavbu. Navržené budovy však nikdy nevznikly, neboť se rozhlas musel soustředit na zřizování náhradních studií mimo Londýn. I v těsné blízkosti Broadcasting House vyrostla podzemní „pevnost“ připravená v případě zničení hlavní budovy převzít vysílání. Sídlo BBC se několikrát skutečně stalo terčem německých náletů, například v říjnu 1940 dopadla bomba přímo do budovy. Exploze zabila sedm zaměstnanců BBC, nepřerušila ovšem vysílání. Právě běžící zpravodajskou relaci hlasatel dočetl za zvuků padajících trosek.
V letech 2003 až 2010 prošel Broadcasting House celkovou rekonstrukcí, byly strženy všechny poválečné přístavby a přibyla dvě nová křídla. V budově sídlí vedení BBC, čtyři rozhlasové stanice, divize vysílání do zahraničí BBC World Service a zpravodajská redakce BBC News. Od roku 2013 zde pracují rovněž všechny televizní stanice BBC se sídlem v Londýně s výjimkou produkčních týmů pro zábavné pořady a fikci, které stejně jako komerční divize BBC Worldwide sídlí v komplexu BBC Media Village na západě města. Od roku 2012 se do nově zrekonstruované a rozšířené budovy postupně přesunulo z BBC Media Village, někdejšího televizního centra i provizorních pracovišť nedaleko Portland Place téměř šest tisíc zaměstnanců.

## Historická budova
Budova postavená v letech 1928 až 1932 nahradila dosavadní sídlo BBC v oblasti Savoy Hill na pobřeží Temže, kde rozhlasovou společnost od roku 1923 hostil Institut elektrických inženýrů. V jeho budově měl rozhlas zpočátku dvě, postupně až devět studií. Kvůli rychlému rozvoji BBC a nevyhovujícím prostorám bylo rozhodnuto o stavbě nového vysílacího pracoviště.
Dvanáctipodlažní budovu ve stylu art deco navrhl George Val Myer ve spolupráci se stavebním inženýrem BBC Marmadukem Tudsberym, původní plány však narazily na stížnosti obyvatel Westminsteru a zejména blízkých ulic. Ti se báli, že jim bude vysoká budova stínit. Dovolávali se svého práva na světlo, což architekta donutilo projekt upravit. Budova je kvůli tomu dodnes asymetrická a od čtvrtého patra se postupně zužuje, všechny místnosti osmého a devátého nadzemního podlaží jsou soustředěny jen v západní části budovy.

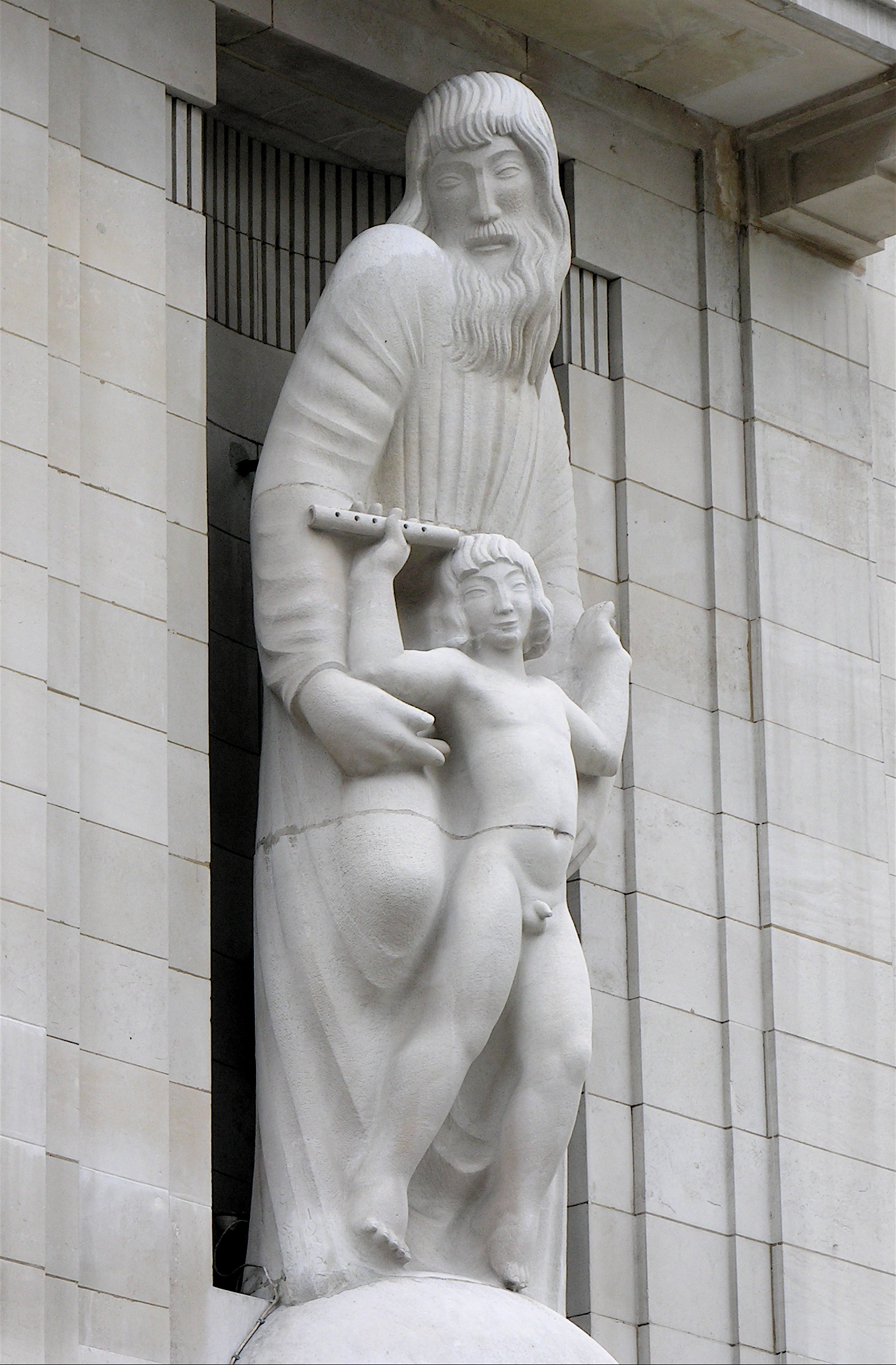
Prospero a Ariel

Nad hlavním vchodem do budovy stojí sousoší Ariela a Prospera z Shakespearovy divadelní hry Bouře, které vytvořil sochař Eric Gill. Prospero byl čaroděj a Ariel vzdušný duch, sousoší tak symbolizuje rozhlasové vlny šířící se vzduchem. Některé Brity po dokončení budovy pohoršil odhalený penis malého Ariela, stížnostmi na toto téma se zabýval dokonce i britský parlament. Mezi zaměstnanci i na veřejnosti se rozšířila zpráva o tom, že tehdejší generální ředitel BBC John Reith sochaři nařídil Arielovo přirození zmenšit. Vedoucí divize BBC History Robert Seatter to v roce 2012 označil za mýtus.

### Interiér a studia
Broadcasting House bezprostředně po dokončení nabídl 22 rozhlasových studií napojených na centrální kontrolní místnost. Aby do vysílání nepronikal hluk z okolních ulic, umístili architekti kanceláře a archivy do vnějšího prstence budovy, který obklopoval vysílací studia umístěná do jejího středu. Kanceláře tak sloužily jako akustická izolace. Prstenec kanceláří tvořily ocelové konstrukce, jádro budovy však bylo cihlové, aby ocel nepřenášela zvuk mezi jednotlivými studii. Vysílací okruh budovy tvořilo téměř 230 kilometrů kabelů. V budově bylo 6 500 elektrických svítidel, 800 dveří a 98 hodin.
Původní plány počítaly s tím, že BBC celou budovu nevyužije, Broadcasting House tak měl hostit ještě obchody a banku. Nakonec však BBC obsadila celou budovu. Už v srpnu 1932 musela dokonce vyklidit sklepní rozhlasové studio, aby měla kde zahájit experimentální televizní vysílání. Broadcasting House měla rozhlasová společnost původně v pronájmu za 46 tisíc liber ročně, v roce 1936 budovu za 650 tisíc liber koupila.
Ve třicátých letech 20. století nebylo možné vysílat ze záznamu, všechny rozhlasové pořady byly odbavovány živě. To znamenalo velkou psychickou zátěž pro hlasatele, umělce i hosty rozhlasových pořadů. Vedení BBC proto trvalo na tom, aby prostředí vysílacích studií působilo na účinkující uklidňujícím dojmem. Architekti pod vedením Raymonda McGratha proto místnosti sloužící pro vysílání diskusních pořadů stylizovali jako knihovnu s falešným krbem, studio náboženského vysílání připomínalo kapli. Návrhy místností, z nichž se měly vysílat umělecké produkce, počítaly s galeriemi pro diváky pro vytvoření atmosféry koncertu před živým publikem.
V budově vznikl i koncertní sál s balkónem a kapacitou zhruba 500 diváků, dnešní BBC Radio Theatre. Jeho provoz a vysílání z některých podzemních studií od počátku komplikovala skutečnost, že Broadcasting House leží nedaleko tunelu linky Bakerloo londýnského metra. Projíždějící soupravy byly ve vysílání slyšet. V šedesátých letech 20. století byl v blízkosti budovy navíc zahájen i provoz linky Victoria.

### Druhá světová válka

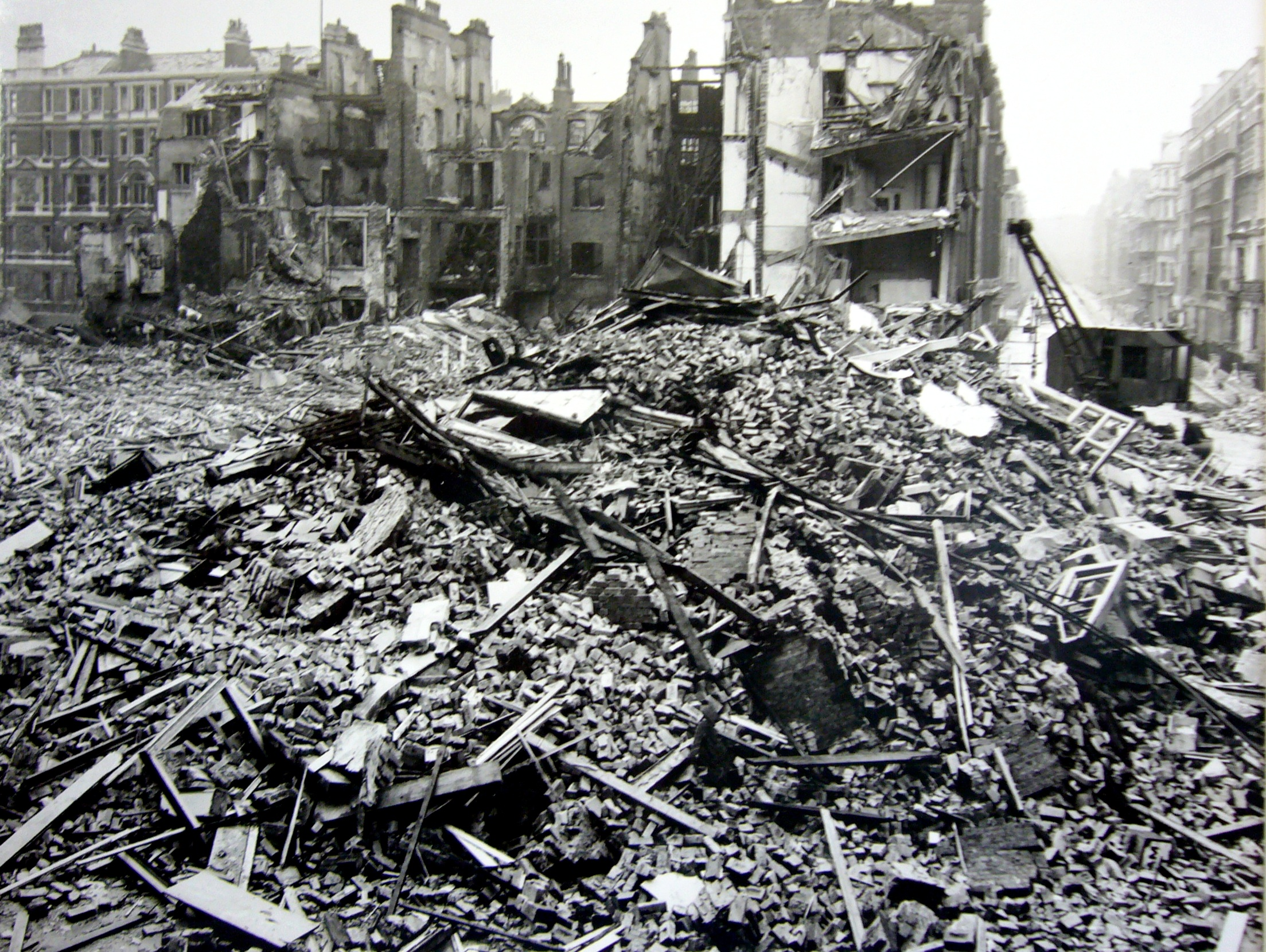
Následky bombardování na křižovatce Hallam Street a Duchess Street, několik metrů od sídla BBC (1940)

I po obsazení prostor, které byly původně plánovány pro komerční využití, byla budova pro BBC příliš malá. Společnost proto skoupila okolní budovy, v roce 1938 je nechala strhnout. Na jejich místě BBC plánovala vystavět ve dvou etapách nové kanceláře i vysílací pracoviště. Přístavba měla navázat přímo na Broadcasting House a stočit se do nového křídla podél Duchess Street. Výstavbu však znemožnilo vypuknutí druhé světové války. Namísto investice do rozšíření hlavní budovy BBC zřizovala napříč Velkou Británií nouzová pracoviště, odkud by bylo možné pokračovat ve vysílání, kdyby němečtí nacisté nechali Broadcasting House zničit. Náhradní studio vzniklo například v tunelu vyhlídkové železnice v Bristolu. Hlavním odloučeným pracovištěm britského rozhlasu se stala usedlost Wood Norton v anglickém hrabství Worcestershire, kterou BBC potají koupila krátce před válkou.
Broadcasting House na začátku války přišel o svou bílou fasádu z portlandského vápence. Vedení BBC ji nechalo dočasně přetřít šedou barvou, aby budovu v případě německého náletu nebylo snadné rozpoznat. V úterý 15. října 1940 do hudebního archivu BBC přesto dopadla letecká puma, vypuštěná Němci v rámci bombardovací akce Blitz. Její zpožděná exploze zabila sedm zaměstnanců, vysílání však nepřerušila. Exploze se rozhlasovým éterem rozlehla uprostřed zpravodajské relace ve 21 hodin, hlasatel Bruce Belfrage však navzdory zvuku padajících trosek a překvapeným reakcím kolegů ve studiu pokračoval ve čtení. O dva měsíce později zazněla na Portland Place další exploze, po níž Broadcasting House zachvátil požár. Hasiči s ním bojovali sedm hodin, redakce zahraničního vysílání BBC World Service kvůli němu budovu opustila.

## Newsroom
Největší plochu v nové přístavbě spojující historickou budovou s křídlem Johna Peela zaujímá zpravodajská redakce. V open space kanceláři s nepřetržitým provozem pracuje přes 400 novinářů ze všech zpravodajských divizí včetně BBC World News. Vzniká zde zpravodajství pro televizní kanály, webové stránky i mobilní aplikace. Jeho součástí je i televizní studio s průhledem na pracující novináře v pozadí, odkud se vysílají hlavní zpravodajské relace. Newsroom oficiálně otevřela britská královna Alžběta II., která redakci navštívila 7. června 2013 a během živého vysílání se objevila přímo za zády moderátorů.
Hlavní zpravodajský sál leží pod úrovní země, studio se nachází přímo pod hlavní recepcí budovy. Newsroom obklopují střižny a další technická pracoviště, z ochozu naproti studiu se vysílají předpovědi počasí. Pracující novináře v jeho vyšším patře je možné sledovat z ulice. Výhled na celý sál přes skleněnou stěnu pak nabízí kavárna provozovaná přímo v budově BBC, která slouží především divákům mířícím do BBC Radio Theatre. V dalších patrech budovy pracují novináři vysílající zpravodajství do zahraničí, které BBC k roku 2013 připravovala ve 28 jazycích.
Kritiku v odborných kruzích vyvolala úprava dispozic newsroomu po výměně architekta Richarda MacCormaca a jeho společnosti MJP Architects. „MacCormacovy návrhy byly uhlazeny a prořídly, takže prostor původně navržený jako arkáda teď připomíná chodbu. Vztah mezi newsroomem, sloupy a atrii je primitivnější. Přílišné spoléhání na sádrokarton a jasné barvy navozuje pocit jako v multikině. Největší zrátou je změna uspořádání schodišť a ochozů, které měly být nad vchodem a jejichž záměrná velkorysost měla podporovat náhodná setkání mezi lidmi, kteří v budově pracují,“ podotkl ve své recenzi například kritik Rowan Moore z magazínu The Observer. BBC oznámila, že během výstavby spojovacího křídla oproti původnímu rozpočtu ušetřila 30 milionů liber.

Zpravodajská redakce BBC
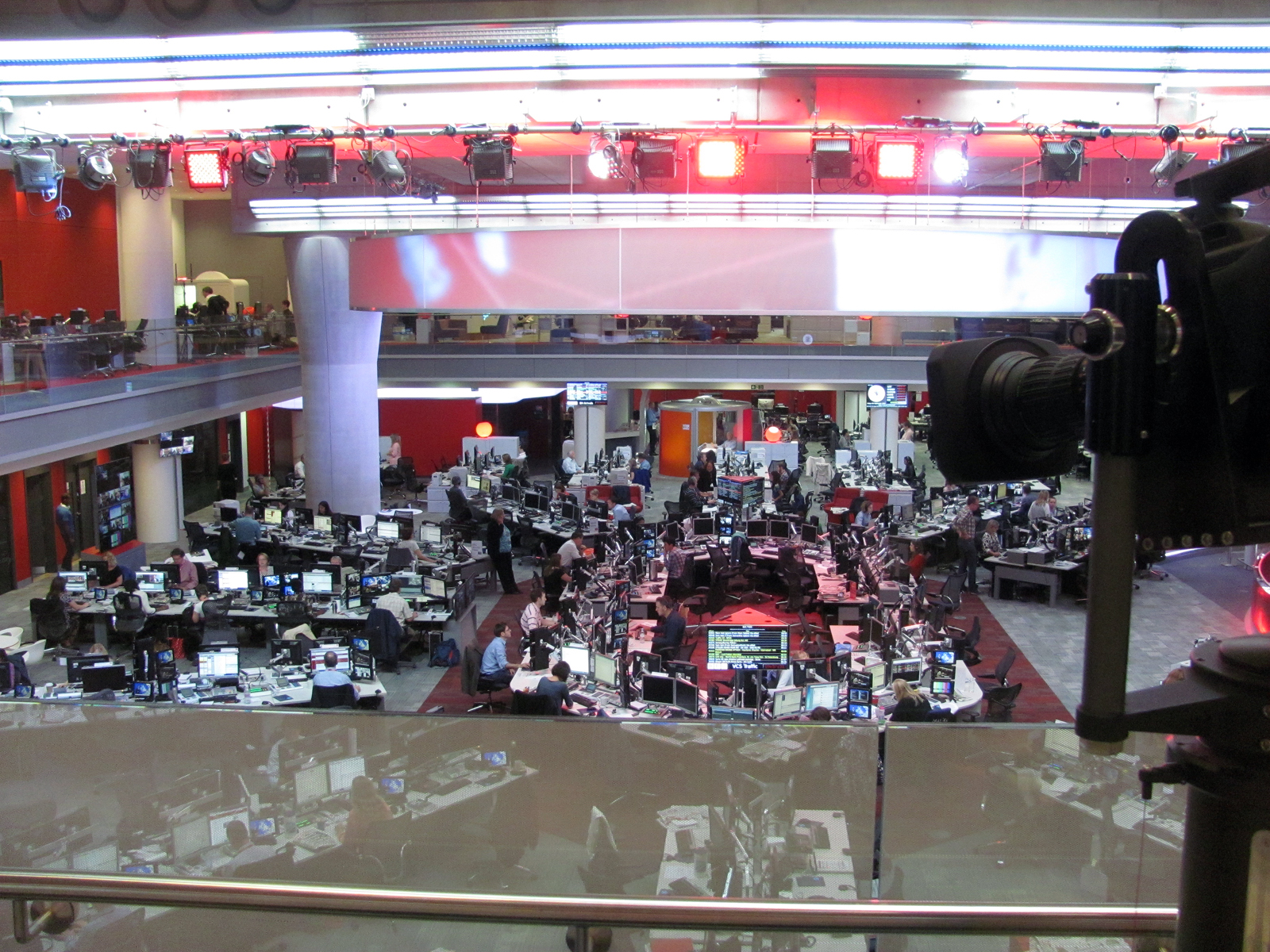
Kamera vpravo se používá v úvodu zpravodajských relací.
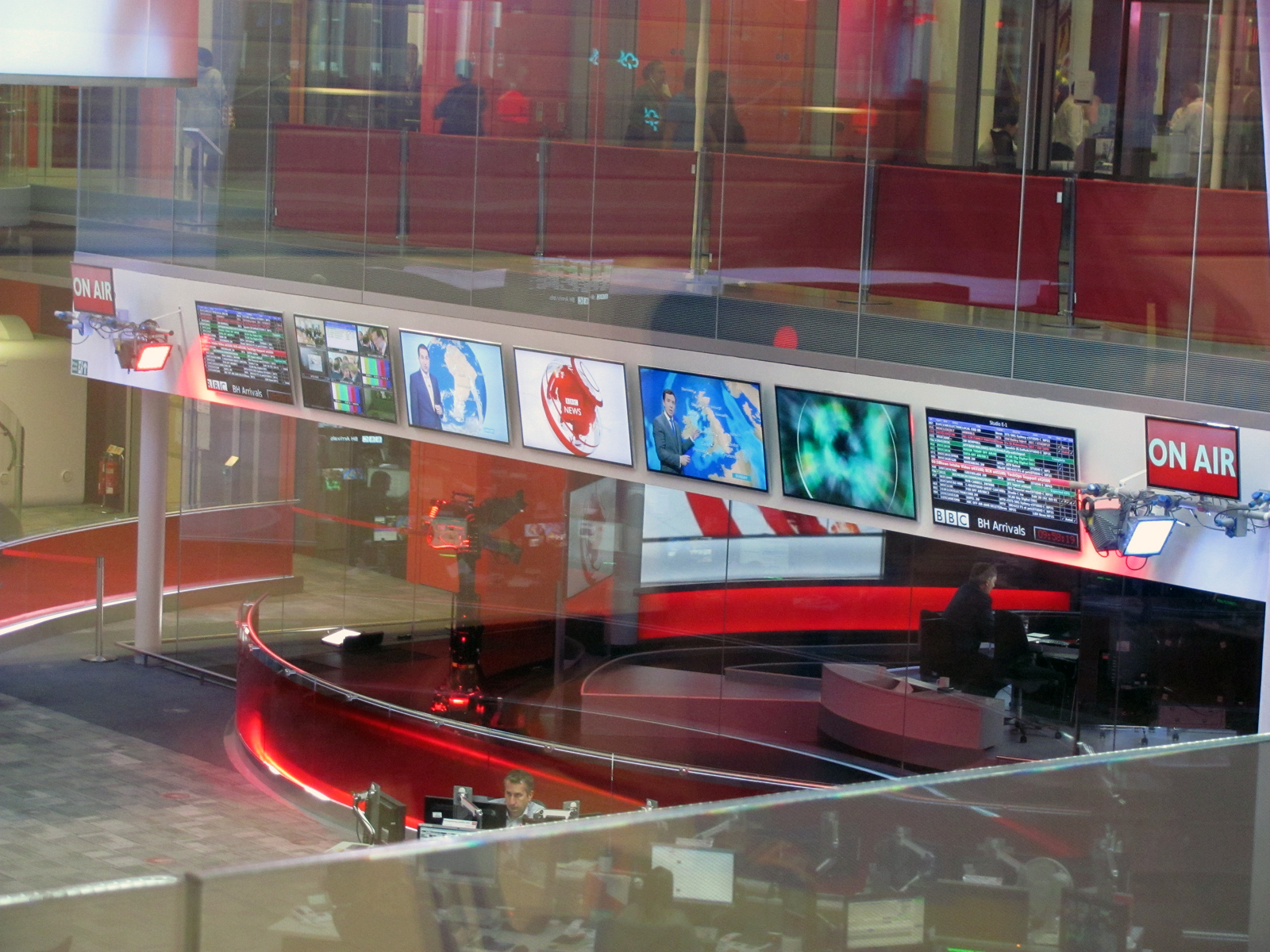
Součástí redakce je i televizní studio, odkud se vysílají hlavní zpravodajské relace.
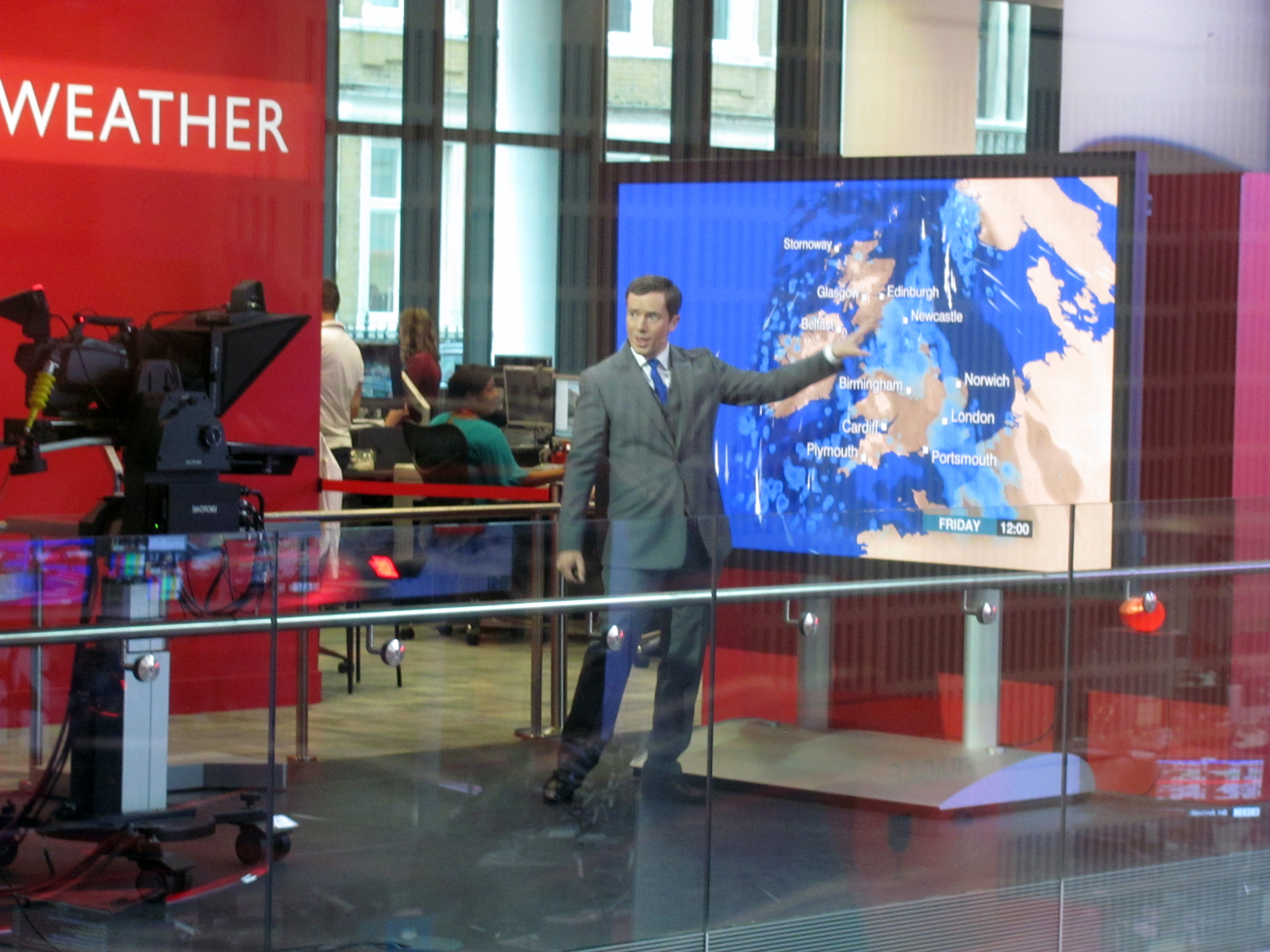
Předpověď počasí se vysílá z ochozu naproti zpravodajskému studiu.
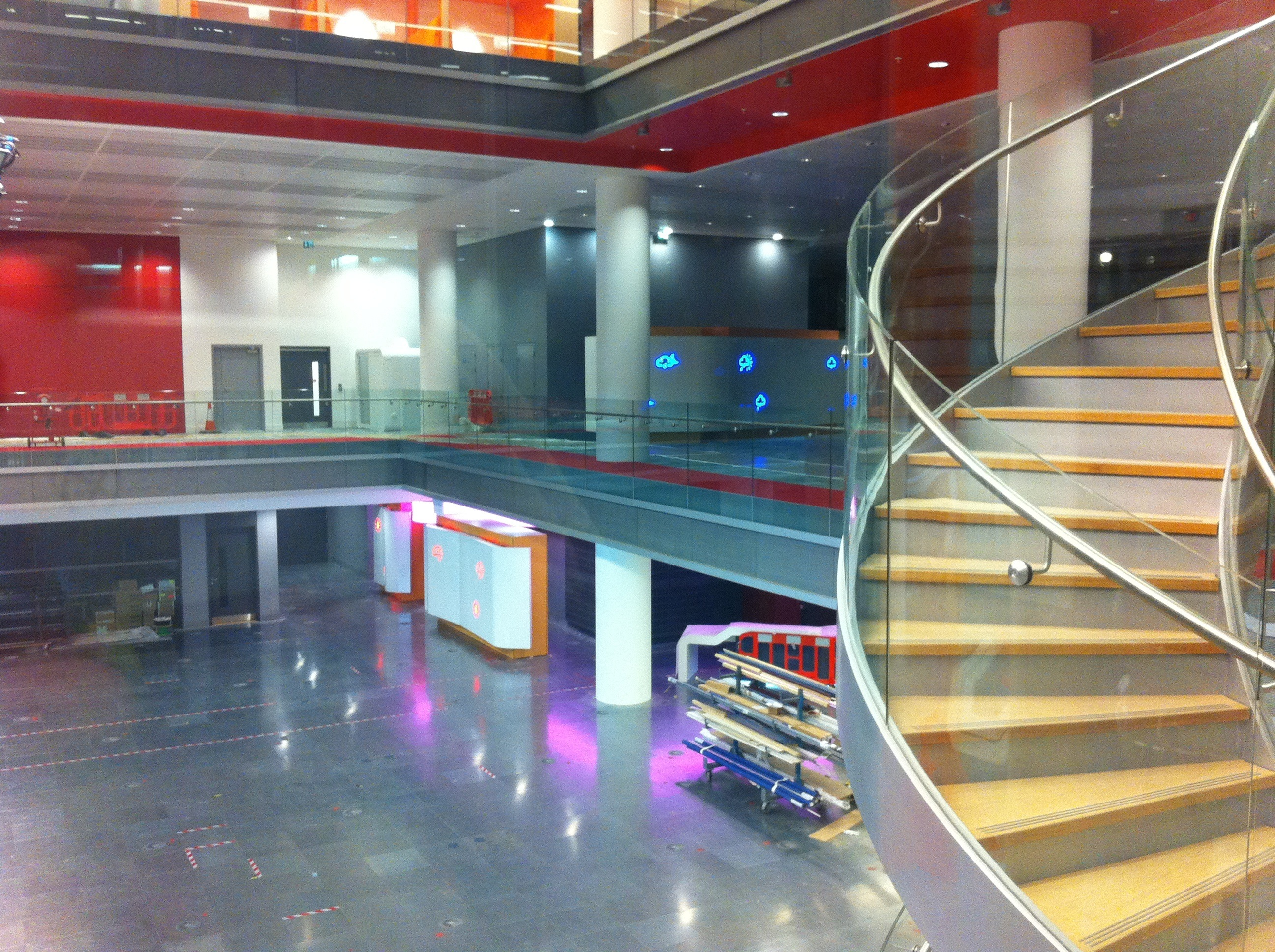
Rozestavěná redakce v roce 2011.